# Düsse Petersens
Düsse Petersens ist eine Familienserie in teils hochdeutscher, teils niederdeutscher Sprache, die seit 2011 auf allen vier Landesprogrammen von NDR 1, nämlich NDR 1 Niedersachsen, NDR 1 Welle Nord, NDR 1 Radio MV und NDR 90,3, sowie dem Nordwestradio ausgestrahlt wird.

## Inhalt
Familie Petersen, bestehend aus Vater Kai, Mutter Ulrike, der zu Beginn kurz vor dem Abitur stehenden Tochter Mirjam, dem zwölfjährigen Sohn Hendrik und dem Hund Cappuccino, hat sich ihren Traum erfüllt und zieht von ihrer bisherigen Wohnung in Hamburg-Altona ins ländliche Schleswig-Holstein in die Nähe von Ahrensburg. Kurz darauf wird Kai arbeitslos, Hilfe naht durch seinen Vater Hermann und Ulrikes Mutter Hertha, die beschließen, ihrer Einsamkeit zu entfliehen und bei den Kindern einzuziehen. Vor dem Hintergrund der beruflichen Situation Kais lassen sich die Petersens auf dieses Experiment ein, das allerdings zunächst reichlich Zündstoff birgt, da Hermann und Hertha sich nicht ausstehen können und sich bis heute permanent siezen. Und auch Ulrikes neuer Job im nahegelegenen Klinikum ist alles andere als ein Zuckerschlecken. Inzwischen arbeitet Kai als Aushilfshausmeister in der Schule seines Sohnes.

## Sonstiges
Die Serie erzählt in jeweils ca. halbstündigen Folgen die Alltagsprobleme einer deutschen Durchschnittsfamilie. Die Folgen werden in den einzelnen Landesprogrammen zum Teil an unterschiedlichen Tagen und zu verschiedenen Uhrzeiten übertragen.

## Episodenliste
| Folge | Erstsendung        | Titel                | Autor                             | Gastsprecher (Auswahl)                                          |
| 1     | 9. September 2011  | Neue Heimat          | Hans Helge Ott                    | Dilhan Sina Balhan, Julius Körner                               |
| 2     | 23. September 2011 | Familienzuwachs      | Hartmut Cyriacks und Peter Nissen | Edda Loges, Wolfgang Seesko                                     |
| 3     | 7. Oktober 2011    | Misstöne             | Frank Grupe                       | Dilhan Sina Balhan                                              |
| 4     | 21. Oktober 2011   | Urlaubsreif          | Hugo Rendler                      | Nils Owe Krack, Oskar Ketelhut                                  |
| 5     | 7. September 2012  | Silberstreifen       | Frank Grupe                       | Julius Körner, Peter Kaempfe                                    |
| 6     | 21. September 2012 | Baustellen           | Hans Helge Ott                    | Frank Jordan, Lutz Herkenrath, Katja Brügger                    |
| 7     | 5. Oktober 2012    | Bereitschaft         | Hugo Rendler                      | Cornelia Schramm, Frank Grupe                                   |
| 8     | 19. Oktober 2012   | Evakuiert            | Hartmut Cyriacks und Peter Nissen | Lutz Herkenrath, Hedi Kriegeskotte, Julius Körner               |
| 9     | 2. August 2013     | Bieber-Alarm         | Hartmut Cyriacks und Peter Nissen | Peter Kaempfe, Siemen Rühaak                                    |
| 10    | 23. August 2013    | Hip-Hop              | Hugo Rendler                      | Siemen Rühaak, Benjamin Utzerath, Katja Brügger, Oskar Ketelhut |
| 11    | 6. September 2013  | S.O.S.               | Frank Grupe                       | Sieman Rühaak, Dilhan Sina Balhan, Cornelia Schramm             |
| 12    | 20. September 2013 | Üm de Eck            | Hans Helge Ott                    | Peter Kaempfe, Christian Seeler                                 |
| 13    | 24. August 2014    | Salz des Lebens      | Hartmut Cyriacks und Peter Nissen | Julius Körner, Siemen Rühaak, Katja Brügger                     |
| 14    | 7. September 2014  | Eigene Wege          | Frank Grupe                       | Peter Kaempfe, Oskar Ketelhut, Jürgen Uter                      |
| 15    | 21. September 2014 | Seelenverwandt       | Hugo Rendler                      | Cornelia Schramm, Jan Georg Schütte, Ilka Bartels               |
| 16    | 5. Oktober 2014    | Schmerz lass nach!   | Hans Helge Ott                    | Leonie Landa, Jannika Jira, Dilhan Sina Balhan                  |
| 17    | 13. September 2015 | Der neue Nachbar     | Frank Grupe                       | Rolf Petersen, Jürgen Uter, Peter Kaempfe                       |
| 18    | 27. September 2015 | El condor pasa       | Hugo Rendler                      | Frank Grupe, Katja Brügger,                                     |
| 19    | 11. Oktober 2015   | Frühe Vögel          | Hartmut Cyriacks und Peter Nissen | Peter Kaempfe, Rolf Petersen, Dilhan Sina Balhan                |
| 20    | 25. Oktober 2015   | Russische Mafia      | Hans Helge Ott                    | Benjamin Utzerath, Jürgen Uter, Katja Brügger                   |
| 21    | 9. September 2016  | Mittwochstango       | Hugo Rendler                      | Rolf Petersen, Jürgen Uter, Peter Kaempfe                       |
| 22    | 23. September 2016 | Freigeister          | Frank Grupe                       | Peter Kaempfe, Cornelia Schramm, Christian Seeler               |
| 23    | 7. Oktober 2016    | Geheimnisse          | Hartmut Cyriacks und Peter Nissen | Stephan Schreck, Shahrazad al Mohana                            |
| 24    | 21. Oktober 2016   | Zucker               | Hans Helge Ott                    | Rolf Petersen, Jürgen Uter, Katja Brügger                       |
| 25    | 30. August 2017    | Goldrausch           | Hugo Rendler                      | Peter Kaempfe, Edda Loges, Cornelia Schramm                     |
| 26    | 13. September 2017 | See-Weh-Klagen       | Hartmut Cyrickas und Peter Nissen | Katja Brügger, Jürgen Uter, Kay Poppe                           |
| 27    | 27. September 2017 | Überraschungen       | Frank Grupe                       | Rolf Petersen, Cornelia Schramm, Peter Kaempfe                  |
| 28    | 11. Oktober 2017   | Bildungsfragen       | Hans Helge Ott                    | Christian Seeler, Eva Solloch, Christian R. Bauer               |
| 29    | 24. August 2018    | Burnout              | Frank Grupe                       |                                                                 |
| 30    | 7. September 2018  | Schlagzeilen         | Peter Nissen                      |                                                                 |
| 31    | 24. September 2018 | Hertha allein zuhaus | Hans Helge Ott                    |                                                                 |
| 32    | 5. Oktober 2018    | Endlich Platt        | Frank Grupe                       |                                                                 |